# Sjirk de Wal
Sjirk de Wal (Jelsum, 8 januari 1852 - Essen (Duitsland), 9 september 1909) was een professioneel Nederlands kaatser en zevenvoudig winnaar van de PC in de jaren 70 en 80 van de negentiende eeuw.
De Wal groeide op in Dronrijp en ontwikkelde zich al snel tot een vermaard kaatser, die de kost verdiende met het spelen van kaatspartijen. Meermaals is hij bij kaatspartijen op dorpsfeesten van deelname uitgesloten omdat hij te goed was voor de andere deelnemers. De laatste jaren van zijn leven woonde De Wal in Essen, Duitsland. Dat is ook waar hij begraven is.
De kaatsvereniging van Dronrijp, VvV Sjirk de Wal, draagt zijn naam.